# 盧茂 (宣德進士)
盧茂（1393年—？），字景芳，直隸大名府濬縣人，明朝政治人物。進士出身。

## 生平
北京行部鄉試第八十六名。宣德五年（1430年）丁丑科會試第五十七名，殿試登進士第三甲第十七名。

## 家族
曾祖父盧志蔭，曾任元胡廣靳州判官。祖父盧白，曾任任興國州稅課局大使。父亲盧士賢。